# Tarjeta Biotren
La Tarjeta Biotren es un sistema de prepago para acceder al Biotrén, un servicio de trenes chileno que opera en la zona de Gran Concepción, y al sistema Biobús. La tarjeta Biotren es recargable en las boleterías de las estaciones de la Red Biotrén.

## Historia
En 2004, la Empresa de los Ferrocarriles del Estado (EFE) suscribió un acuerdo con la empresa española INDRA, para dotar a tres de sus servicios con un sistema de tarjetas de prepago, similar a la que había sido implementada por Metro de Santiago, llamada Multivía. 
Los servicios seleccionados fueron: Biotrén, Metro Valparaíso y Metrotrén.
En 2005, junto con la modernización de la Red Biotrén, se implementó esta nueva forma de pago. El sistema de prepago se inauguró junto con la operación de las estaciones del Biotrén, a diferencia de Metro Valparaíso que demoró un mes más en su puesta en marcha.
En 2023 la tarjeta Biotren comenzó a ser reemplazada por la tarjeta Conecta, que permitirá la interoperabilidad con diferentes servicios de EFE.

## Funcionamiento

### Uso del sistema de pago
La tarjeta de prepago se utiliza abriendo el viaje, al pasar por los torniquetes en el ingreso de la estación, en la zona del lector (Zona Azul destacada del torniquete). La tarjeta se debe situar a un máximo de 10 cm, del lector. En este momentos se descuenta el pago de $370 (valor plano del servicio)

### Supresiones de servicios
De acuerdo con el reglamento (artículo decimosexto), se puede desistir de hacer un viaje hasta dentro de 30 minutos de ingresado al andén, si es que el servicio se ha suspendido, cerrando el viaje en la estación. En este caso el sistema no descuenta ningún cargo. Sobrepasando ese tiempo, y si es que no hay un restablecimiento del servicio, se debe proceder a solicitar una cuota de emergencia en la boletería que consiste en $500, presentando la tarjeta.

### Otra característica de la tarjeta: Viaje Multiusuario
La tarjeta permite abrir varios viajes a la vez. Sin embargo todos los viajes deben cerrarse con la misma tarjeta. Debido a esto, personas que se suban en una misma estación, pero quieran bajarse en estaciones distintas deben portar tarjetas distintas. Se debe asegurar que el saldo de la tarjeta sea el suficiente para cerrar todos los viajes. En el caso de que el saldo sea insuficiente, el visor marca error de Saldo Insuficiente, y se activa una indicación sonora repetitiva. En este caso hay que proceder a cargar la tarjeta con más dinero, para poder cerrar todos los viajes.
De acuerdo con el reglamento se debiera portar tarjetas de prepago, para cualquier reclamación posterior, y para los efectos de cualquier control.

## Tarifa
El valor del plástico originalmente fue de $1300, con una carga inicial incluida de $750. Actualmente, con la extensión del servicio a Coronel, la tarjeta tiene un coste de $2000 incluyendo una carga inicial de $750.